# Радянський патріотизм
Радянський патріотизм (також радянський соціалістичний патріотизм) — термін радянської фразеології — важлива риса радянського способу життя, найбільша радянська цінність, одна з рушійних сил розвитку соціалістичного суспільства і один з проявів колективізму, класове почуття, ознака готовності боротися за «соціалістичну вітчизну» в політичній концепції «радянського народу» — інтернаціональної єдності робітничого класу при «братстві народів» (українських, киргизських, і решти робітників) чи це з населення та народів попередньої Російської імперії, чи «Соціалістичної родини народів» за роки соціалістичного будівництва в межах «Соціалістичної родини народів» («нова інтернаціональна спільність людей, що виникла в СРСР за роки соціалістичного будівництва»). 

## Сутність
Міфологема братерства російського та українського народів була однією з основоположних міфологем радянської пропаганди, яка прийшла на зміну концепції “триєдинства руского народа” — офіційної доктрини часів Російської імперії.
У цій «соціалістичній родині народів» російський народ став «старшим братом». Це специфічний соціалістичний патріотизм, в який спочатку щільно впліталися ідеї світової революції та пролетарського інтернаціоналізму, а з початком 30-их років розпочалися спроби поєднати радянський патріотизм з поняттям Батьківщини. Соціалістичний інтернаціоналізм і радянський патріотизм невідривні один від одного. Згідно Радянської енциклопедії історії України «радянський патріотизм» — це любов трудящих СРСР до своєї соціалістичної Вітчизни, безмежна відданість радянському суспільному і державному ладові, справі комунізму, вища форма патріотизму, який набув якісно нових рис, породжених глибокими економічними і соціальними змінами, що відбулися в країні внаслідок Великої Жовтневої соціалістичної революції 1917.

## Мета
Радянський патріотизм і соціалістичний інтернаціоналізм все робили для наближення «Великої Перемоги», а їх формування та розвиток є результатом глибоких політичних і соціально-економічних змін, здійснених у СРСР. Радянський патріотизм — джерело трудового героїзму радянських людей, а надихання на працю цілих колективів — ознака героїзму.
Інтернаціональна єдність робітничого класу, братство робітників протиставлялося «буржуазному шовінізму» та «буржуазному космополітизму».

## Зміст
Образ «радянського способу життя», «радянської людини», формувався вмістом таких атрибутів: велике, світле, спрямоване у майбутнє, надійне, колективне, інтернаціональне, відкрите, романтичне, святкове. «Нерадянське»: буржуазне, старе, капіталістичне, загниваюче, декадентське, релігійне, божевільне, із збоченнями, злочинне, непорядне, націоналістичне, українське, міщанське, хуторянське, заощадливе. Епітети та визначення, які виникали на основі цього ідеологічного ряду, щедро роздавались у пресі, судових вироках та на партійних активах українським буржуазним націоналістам та їхнім прибічникам (наприклад, фейлетон у журналі «Перець» «Про містера Стецька та великомученицьке жабеня», підписаний якимось Василем Осадчим).